# Nieuwmarktbuurt
Nieuwmarktbuurt è un quartiere dello stadsdeel di Amsterdam-Centrum, nella città di Amsterdam. Si trova nei pressi di Nieuwmarkt, anche se molti lo considerano non un quartiere, ma una parte di Nieuwmarkt. Un tempo era conosciuto come Lastage.
In questo quartiere si trova il Montelbaanstoren, una torre campanaria del XVI secolo.

## Galleria d'immagini

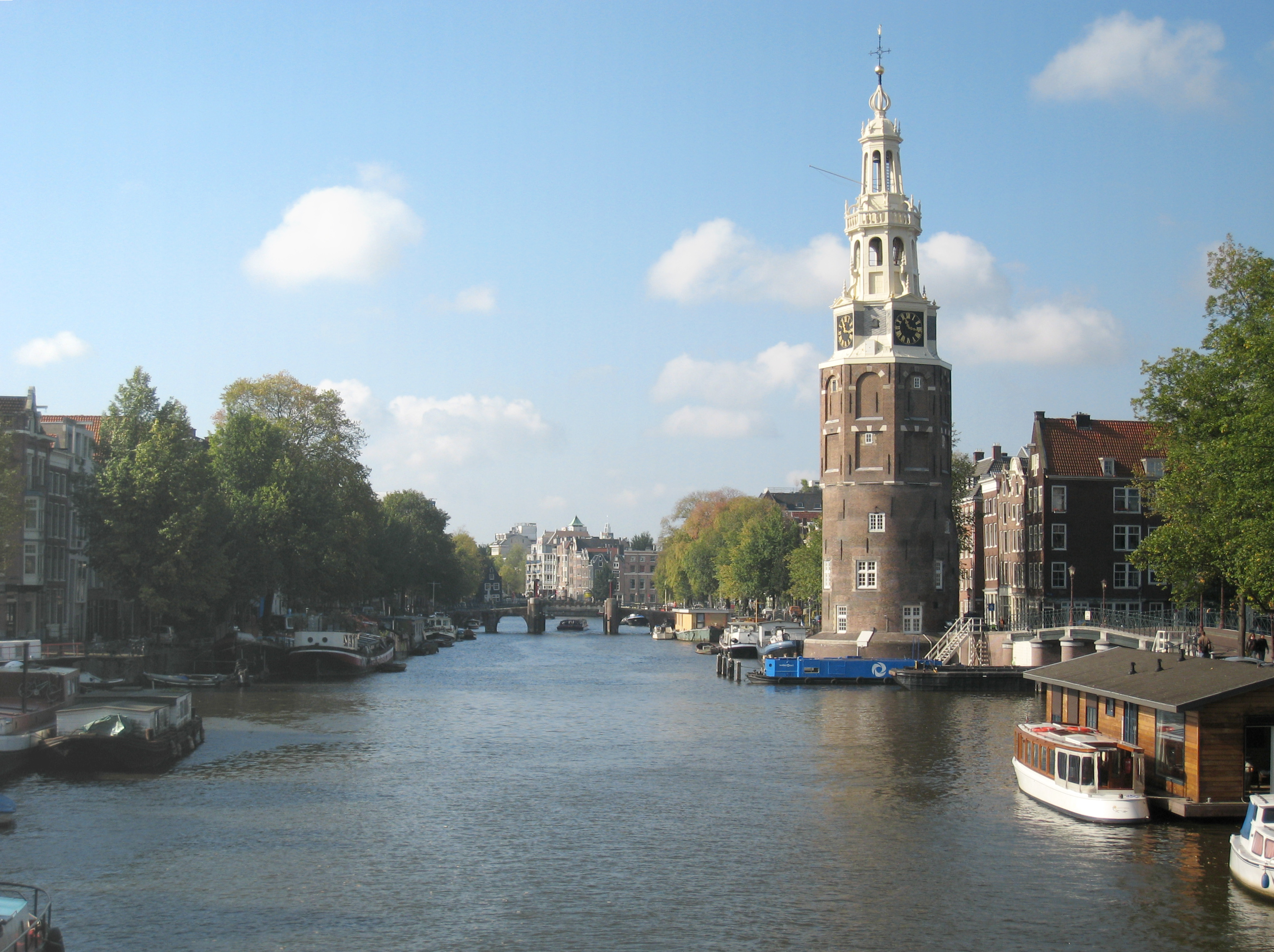
Il Montelbaanstoren.
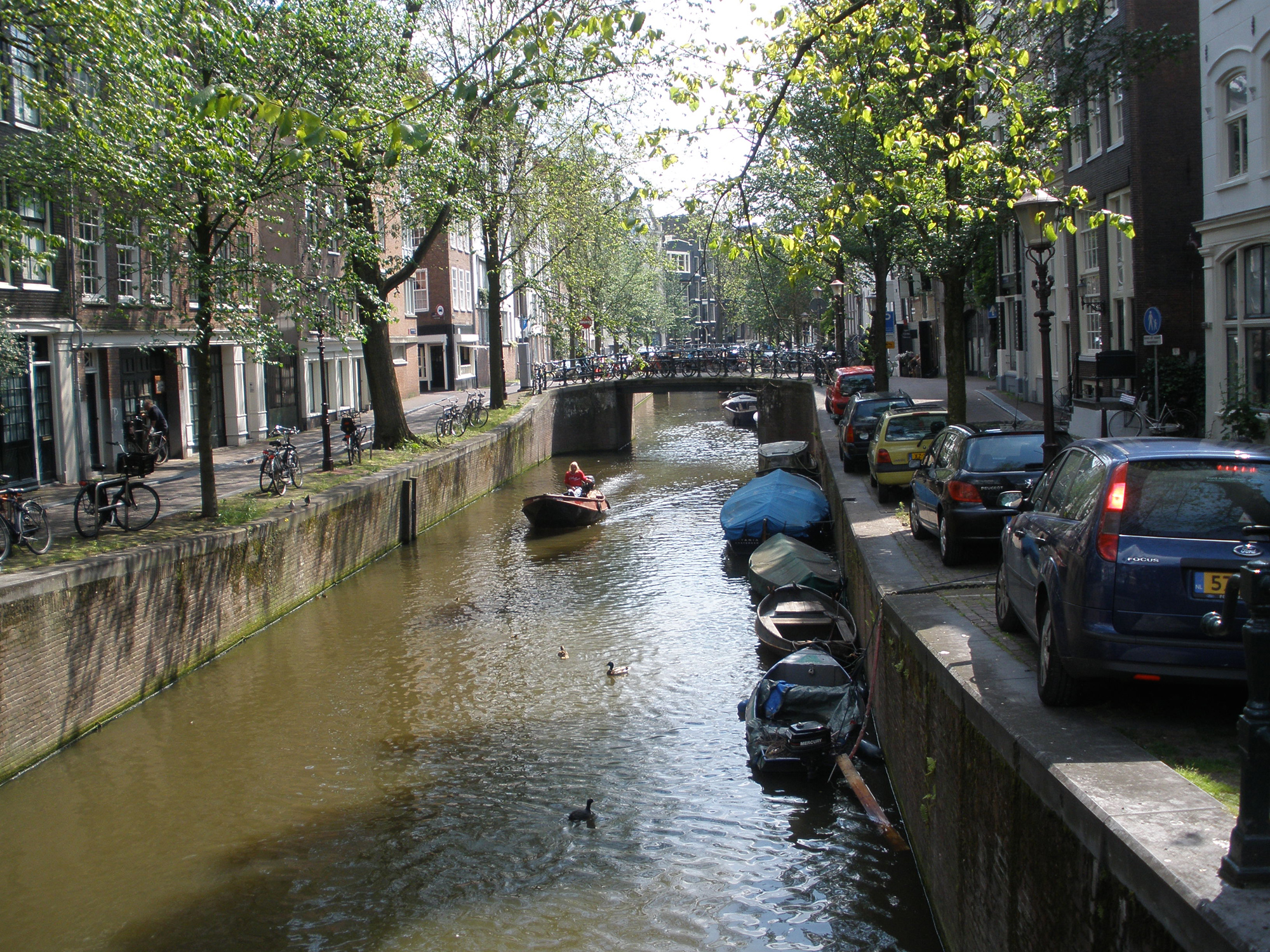
Un canale di Nieuwmarktbuurt.